# Zlatari
Zlatari (Servisch cyrillisch Златари) is een plaats in de Servische gemeente Brus. De plaats telt 637 inwoners (2002).